# 2'-O-Méthyladénosine
La 2ʼ-O-méthyladénosine (Am) est un nucléoside dont la base nucléique est l'adénine, l'ose étant un dérivé méthylé du β-D-ribofuranose. Elle est présente naturellement dans certains ARN de transfert et ARN ribosomiques.